# 永山文雄
永山 文雄（ながやま ふみお、1950年5月23日 - 2017年5月31日）は、日本の政治家。自由民主党所属の元衆議院議員（1期）。

## 経歴
富山県高岡市生まれ。1974年、中央大学経済学部卒業。病院職員などを経て、1990年、自由民主党富山県連事務局次長。2002年、県連事務局長。
2012年、第46回衆議院議員総選挙に自民党から比例北陸信越ブロック（単独21位）で立候補し初当選した。
2014年、第47回衆議院議員総選挙では比例名簿から外れ、立候補しなかった。
2017年5月31日、肺炎のため富山市の病院で死去。67歳没。